# Frau Wirtins tolle Töchterlein
Frau Wirtins tolle Töchterlein ist eine 1972 gedrehte deutsch-österreichisch-italienische Erotikkomödie und der Abschluss der Filmreihe um die Wirtin von der Lahn. Franz Antel inszenierte den am 19. April 1973 erstmals gezeigten Film.

## Handlung
Als sie ihre Dienstmagd mit dem Leichenbestatter ihres Mannes in flagranti im Schrank erwischt, lacht sich die Wirtin von der Lahn, nun Gräfin Süderland, im wahrsten Sinn des Wortes zu Tode. Ihr nicht unbeträchtliches Vermögen hinterlässt sie ihrer Tochter, die in einer Klosterschule erzogen wird. Testamentsvollstrecker Vincent van der Straten bringt die Nachricht vom Erbe dorthin und muss nun herausfinden, welche der fünf Schulmädchen, Francoise, Clarissa, Susanne, Piroschka und Anselma, die tatsächliche Tochter ist. Dazu erzählt er erotische Geschichten, die die Mädchen zur Nachahmung aufstacheln. Es stellt sich heraus, dass alle fünf zu Recht als Erbinnen leben werden.

## Kritik
Das Lexikon des internationalen Films stufte den Film als „schwachsinnige Klamotte“ ein. P. Virgintino schreibt in der Gazzetta del Mezzogiorno: „Es gibt weder gute Regie noch guten Geschmack zu sehen; dieses zweifelhafte und banale Filmchen ist eine episodenhafte Anhäufung von kruden und ordinären Zutaten.“